# Mequinenza
Mequinenza è un comune e una località della Spagna, nella provincia di Saragozza, comunità autonoma dell'Aragona. Il comune appartiene alla regione di Bajo Cinca. Si trova all'estremità orientale della provincia di Saragozza, al confine con le province di Huesca e Lleida e situato alla confluenza di tre fiumi, l'Ebro e il Segre, che poco prima ricevevano le acque della fiume Cinca. Il suo termine municipale ha 307,45 km². Il suo serbatoio, noto come Mar de Aragón, costruito tra il 1957 e il 1964, ha una capacità di 1.530.000.000 di m³ ed è uno dei più grandi della Spagna.
La sua posizione unica e peculiare ha influenzato sia la sua storia, la lingua e il carattere dei suoi abitanti. Mequinenza si trova tra due grandi specchi d'acqua, il bacino idrico di Mequinenza e il bacino idrico di Riba-roja, che sono un vero paradiso per gli appassionati di pesca. Ha un campo di regata di canottaggio e canoa considerato uno dei migliori di Europa per la sua eccellente accessibilità, il suo specchio d'acqua stabile e le sue strutture sportive sulle rive del serbatoio.
Le festività invernali di San Blas e Santa Águeda si svolgono il primo fine settimana di febbraio, con la celebrazione di un concorso di costumi fatti a mano dichiarato Festival di Interesse Turistico dell'Aragona.

## Toponomástica
Il nome deriva da Miknasa, una tribù berbera che costruì un insediamento difensivo nel castello di Mequinenza nell'ottavo secolo. Fu latinizzato come Miquinencia e appare diversamente nella documentazione fino al XIX secolo alternando le forme Mquinensa, Miquinença, Mequinença, Mequinensa o Mequinenza. Per eccellenza, la popolazione è popolarmente conosciuta come "il poble".

## Storia
È necessario sottolineare l'importanza che alcuni autori hanno dato alla situazione in questa zona della città iberica e romana di Octogesa, che ha avuto un ruolo importante nello sviluppo della battaglia di Ilerda. Dal 1983 e nell'ambito dei programmi di ricerca del Museo di Saragozza, sono stati condotti una serie di scavi in tre siti in collaborazione con il Consiglio Comunale di Mequinenza e il sostegno del Consiglio Generale dell'Aragona: Los Castellets, Barranco de la Mina Vallfera e Riols I.
- I Castellets: uno spazio chiave per la conoscenza del passaggio dei popoli della tarda età del bronzo alla cultura delle urne. Il set è costituito da una colonia su una staffa nel fiume Ebro, circondata da due torri, un muro e un fossato, accanto a due necropoli. È l'unico in tutto l'Aragona in cui si sono trovati necropoli di sepoltura e incenerimento.

- Barranco de la Mina Vallfera: su questo sito è stata condotta una campagna di scavi di emergenza, alla scoperta di un gruppo molto importante di villaggi di necropoli e di incontri finali neolitici.

- Riols I. Nell'ottobre 1985 fu condotta la prima campagna di scavo di emergenza che descriveva un insediamento con caratteristiche simili a quelle della miniera di Barranco de la Vallfera. La conservazione di questo deposito ha permesso di avviare gli studi che hanno sottolineato che risaliva al periodo neolitico finale.
- Numerosi dipinti e stampe associate sono stati trovati a Mequinenza, appartenente all'Arte rupestre dell'arco mediterraneo della penisola iberica, considerata Patrimonio dell'Umanità dall'UNESCO nel 1998.[2]

### Antichità e Medioevo
La presenza di frammenti di "sigillata" decorata in vari spazi porta ad indicare un'occupazione romana. Gaio Giulio Cesare nella sua opera "De Bello Civili" si riferisce alla popolazione di Octogesa che alcuni storici collocano a Mequinenza.:
"Avendo preso questa risoluzione, ordinano di portare le barche attraverso l'Ebro e di condurle a Octogesa. Questa città era sulle rive dell'Ebro, a venti miglia da quelle reali. Qui si organizzano per formare un ponte di barche e passare due legioni attraverso il Segre, fortificare il loro campo con una recinzione di dodici piedi "
Il toponimo di Mequinenza deriva dalla tribù berbera Banú Miknasa a cui è attribuita la fondazione con il suo arrivo nella penisola tra il 714 e il 719. Durante la riconquista, Alfonso I lo occupò nel 1133 (anche se gli almoravidi di Yahya ibn Ganiya lo riconquistarono nel 1146) e fu infine riconquistato da Ramón Berenguer IV nel 1149. Mequinenza passò ai domini della nobile famiglia dei Moncada, signori della baronia di Aitona. Durante questo periodo la fortezza difensiva sarebbe stata ricostruita. Al-Idrisi, cronista dell'epoca, descrive Mequinenza in questo modo:
"È piccolo, ma ha una fortezza forte di aspetto forte e si trova ai confini di al-Andalus"
Da allora, la popolazione (e probabilmente le fortificazioni difensive situate e costruite dagli abitanti musulmani) diventeranno possedimenti di "realengo", denominazione giurisdizionale che indica che il posto dipendeva direttamente dal re. Nel 1153, verrà fatta la donazione di 1/5 delle terre situate sulle rive dell'Ebro da Mequinenza a Benifallet all'Ordine del Tempio, ma è probabile che il castello, il villaggio, le terre circostanti e i mulini e le lodi di Mequinenza saranno ancora sotto la dipendenza reale o di Guillém Ramón de Moncada.
Nel 1212, Pedro II promise alla sua legittima figlia (contratta dal suo matrimonio Constanza de Aragón, con il nobile catalano Guillén Ramón de Moncada a una festa tenutasi a Tauste. La dote che l'infanta avrebbe portato sarebbero i feudi di Mequinenza, Aytona, Albalate de Cinca, Serós e Soses, con tutti i loro diritti, castelli, ville e termini, hanno iniziato il ramo Aytona del lignaggio Moncada, che prende il nome dal più importante dei manieri che Costanza ricevette. i signori della Moncada saranno i signori di Mequinenza.
Durante questo periodo sorgono conflitti tra Fraga e Mequinenza a causa dei loro confini. Il 6 settembre 1246, al fine di evitare battaglie e contenziosi, Pedro de Moncada e sua moglie Sibila procedono alla protezione di questi termini, sebbene in cambio dei miglioramenti concessi ai fragatinos, rispettando i termini dei loro comuni, gli uomini della città di Fraga è costretto a pagare a le Moncada un centinaio di maraveda d'oro. La Mequinenza non evita la peste del 1348, che causa molte vittime in questa occasione e anche in ricrescite epidemiche dal 1380. Di conseguenza, dal 1381 al 1387, il bambino Juan il Cacciatore rimane in diverse occasioni nel Castello.
Nel 1410, dopo la morte senza discendenti di Martín el Humano e durante le controversie sulle eredità che portarono all'impegno di Caspe, i sostenitori del conte Jaime de Urgel nel regno di Aragona organizzarono il proprio parlamento nella località, in opposizione a quello di Alcañiz, guidato dai lealisti a Fernando de Trastámara. Diverse guerre come la guerra civile catalana (1462-1472), la guerra civile (1640-1652) e la guerra di successione (1705-1714) devastarono anche la città e il castello.

## Eta moderna
Tra il XV e il XVI secolo, c'è un momento di miseria e fame con diverse rivolte dovute all'oppressione di alcuni signori. Nel 1697 Fray Miguel de Salas scrisse il libro Vita di sant'Agathoclia, vergine e martire, patrona di Mequinenza .
Durante l'invasione napoleonica, il generale Suchet (1810), come fece Ramón Berenguer IV nel 1149, cerca di conquistare Mequinenza, che Napoleone considerava "la chiave dell'Ebro". Dopo 20 giorni di assedio di 12.000 uomini dell'esercito francese di fronte a 1.000 difensori spagnoli, il posto fu ceduto. Questo rende più facile a Suchet la conquista di Bajo Cinca e Segriá. Di conseguenza, il nome "Mequinenza" appare nell'Arco di Trionfo della piazza Charles de Gaulle a Parigi come una delle grandi vittorie di Napoleone. Nel 1812 Mequinenza entrò a far parte del dipartimento francese di Bocas del Ebro e poco dopo, nel 1814, Mequinenza fu recuperata per gli spagnoli grazie ad un audace stratagemma dovuto all'esercito spagnolo e avventuriero di origine fiamminga Juan Van Halen, in seguito tenente generale, che per stratagemma ottenne la cattura di Lleida e del castello di Monzón.
Nel 1831 la città appartenne ai Duchi di Medinaceli e anche al corregimiento di Saragozza. Per questo motivo, quando questa città diventa il capoluogo di una delle tre province in cui nel 1835 sarebbe diviso l'ex Regno di Aragona, Mequinenza è ancora integrata nella provincia di Saragozza. Mequinenza è ancora una volta un luogo importante durante le guerre carliste e successivamente nella Guerra dei Matiners. Durante l'ultima Guerra Civile (1936-39), il suo termine municipale fu teatro di sanguinosi combattimenti della battaglia dell'Ebro, tra giugno e novembre 1938. Di conseguenza, il suo ponte sull'Ebro fu distrutto e non fu ricostruita fino agli anni cinquanta.
L'arrivo del ventesimo secolo ha portato ad un aumento della domanda di carbone a causa dell'aumento dell'industria. Lo scoppio della prima e della seconda guerra mondiale favorì ulteriormente questo aumento. Ma l'arrivo della ferrovia, la crisi della navigazione fluviale e l'introduzione di energia elettrica hanno causato la costruzione di diversi bacini idroelettrici sul fiume Ebro. All'inizio dei lavori e innalzando il livello dell'acqua, molti mequinenzanos sono stati costretti ad abbandonare la loro cittadina che hanno ricostruito poco lontano, lungo le rive del fiume Segre. Una Mequinenza più moderna e più turistica ma conserva ancora il ricordo del suo passato.

## Patrimoni

### Musei di Mequinenza

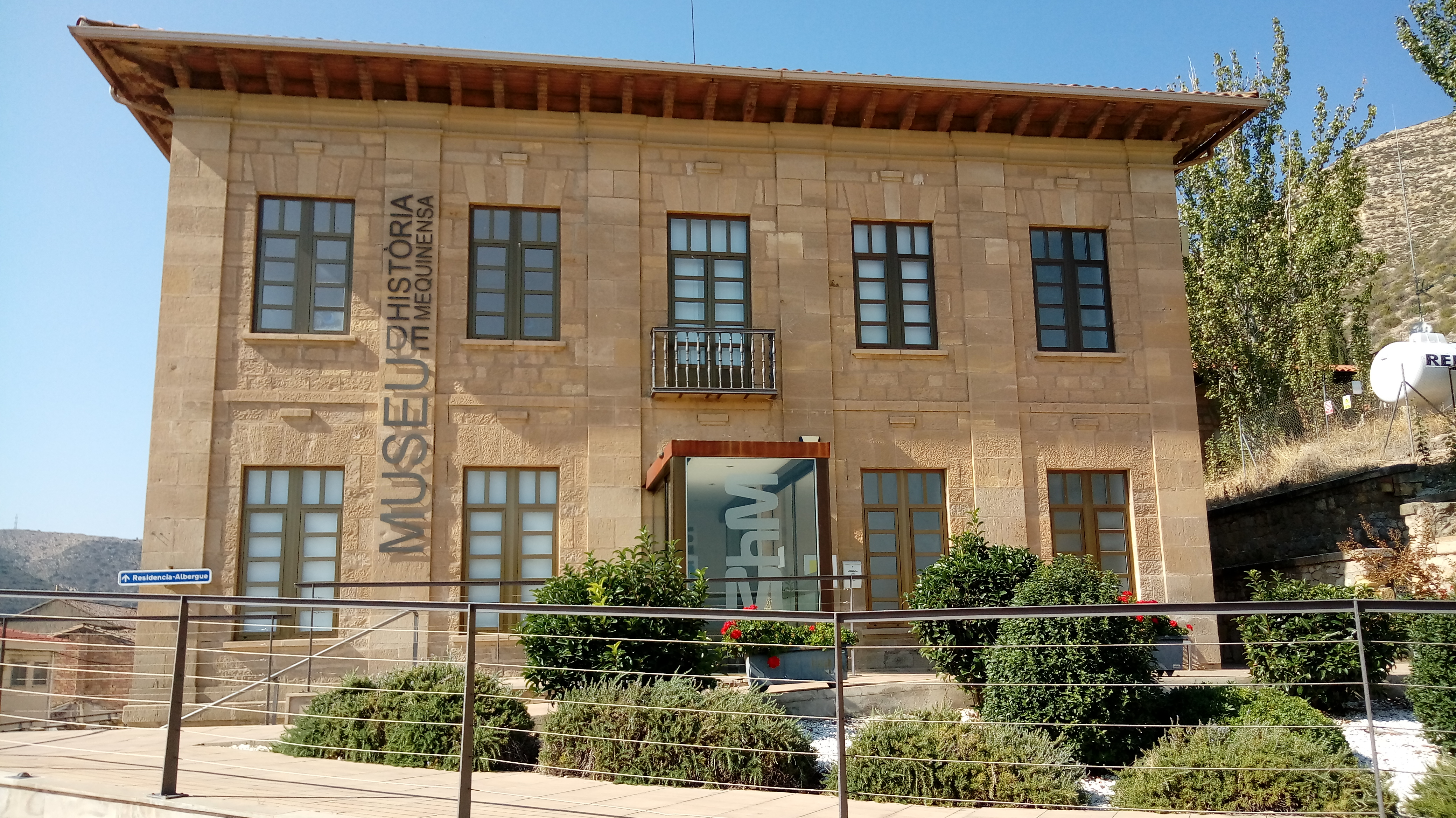
Museo di Storia. Musei di Mequinenza.

Nei Musei di Mequinenza, puoi esplorare una galleria sotterranea di estrazione del carbone di oltre 1000 metri nel Museo del la Mina, esplorare la storia della popolazione fino alla scomparsa del vecchio villaggio sotto le acque del fiume Ebro nel Museo di Storia o scopri come è stato vissuto durante la preistoria nel Museo del Passato Preistorico. Inaugurati nel 2008, si trovano nell'ex gruppo scolastico Maria Quintana, le vecchie scuole di popolazione costruite nel 1929 e uno dei pochi edifici sopravvissuti alla demolizione della Vecchia Città.
I Musei di Mequinenza si concentrano sul patrimonio minerario e storico della popolazione che è stata demolita e inondata sotto le acque dell'Ebro. Oggi è possibile visitare parte della città vecchia, il castello medievale della città e un'autentica miniera di carbone di più di un chilometro di percorso interno con materiali e macchine storiche che sono stati utilizzati per l'estrazione del carbone per più di 150 anni nel bacino minerario di Mequinenza. Accanto ai musei si trova il rifugio municipale "Camí de Sirga" con una capacità di 80 persone, che include il nome del vecchio percorso utilizzato dai servi per tracciare il fiume Ebro con i llaüts, alcune barche che potrebbero caricare 30 tonnellate di carbone.

### Castello di Mequinenza

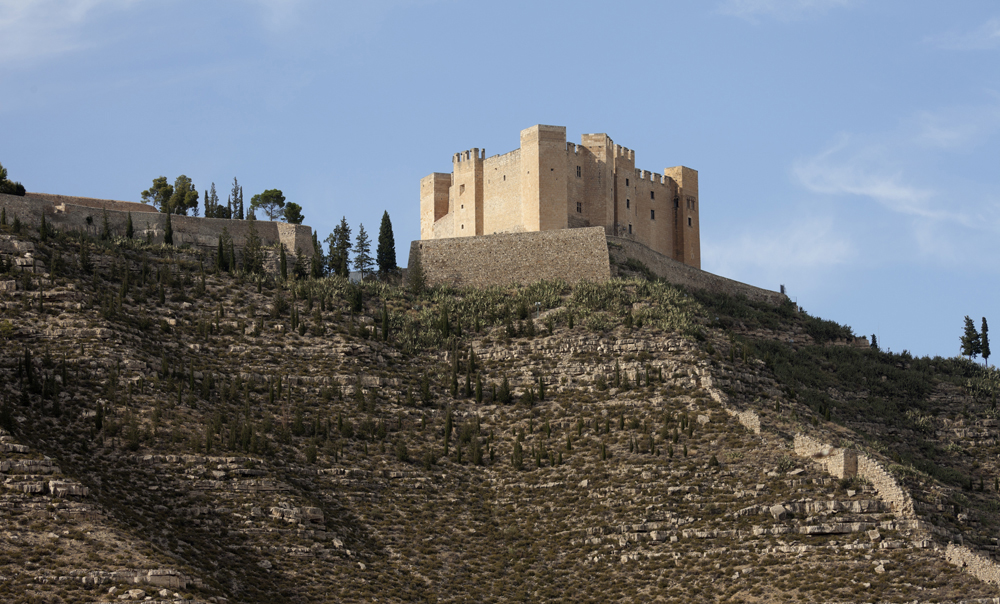
Castello di Mequinenza.

L'edificio si trova quasi sul bordo di un grande precipizio, essendo una massa chiusa di una certa altezza, la sua pianta è un quadrilatero irregolare, con sette torri rettangolari tranne una, la più robusta, che è curiosamente pentagonale. Due torri fiancheggiano la piccola porta a semicerchio, sotto lo scudo e protetta da una sciarpa. Poche fortezze avranno una posizione migliore di questa, contemplando un paesaggio vasto e impressionante, quasi geologico, sulla confluenza dei fiumi Ebro, Segre e Cinca e le loro terre circostanti. È sorprendente che i Moncada, signori della baronia di Mequinenza, abbiano scelto questo nido di aquile per la loro dimora fortificata. L'edificio è un autentico Castello-Palazzo, uno dei migliori che l'arte gotica abbia lasciato in eredità alla Corona d'Aragona, risalente al XIV e al XV secolo.
Probabilmente ai suoi inizi era una fortezza araba, costruita dalla tribù berbera dei Miknasa verso il XII secolo, una tribù che dava anche il nome alla popolazione. Dopo diverse conquiste, cadde nelle mani di Ramón Berenguer IV, passando infine nelle mani dei cristiani. Dopo diversi cambi di proprietà, nel 1184 il castello e la città di Mequinenza furono concessi al Marchese de Aitona, Ramón Guillén de Moncada, per passare in seguito ai Duchi di Medinaceli. Molto più tardi, durante il XVIII secolo e la guerra di successione, il castello e i suoi dintorni furono trasformati e condizionati a una nuova forma di guerra e questo fu il momento in cui il duca di Orleans ordinò la costruzione di una strada che correva da Mequinenza a Tortosa parallelo al fiume, al fine di sorvegliare tutte le navi che navigavano attraverso di esso.
Durante il diciannovesimo secolo e l'arrivo della guerra d'indipendenza, il castello subì tre attacchi da parte degli eserciti di Napoleone, ma alla fine nel 1810 fu conquistato dalle truppe del maresciallo Suchet e appartenne fino al 1814 al governo francese. La Mequinenza fu iscritta a grandi lettere in una delle colonne esterne dell'Arco di Trionfo a Parigi come una delle grandi vittorie francesi nella penisola iberica. Tra il 1820 e il 1823 acquisì un ruolo importante, sopportando importanti attacchi carlisti e mantenendo la guarnigione militare fino all'inizio del XX secolo, quando lasciò. Durante la guerra civile diventa un luogo strategico di osservazione e una volta terminato il combattimento rimane in rovina fino a quando la compagnia ENHER non lo ricostruisce negli anni '50. Attualmente il castello è di proprietà della Fondazione ENDESA.

### La città vecchia

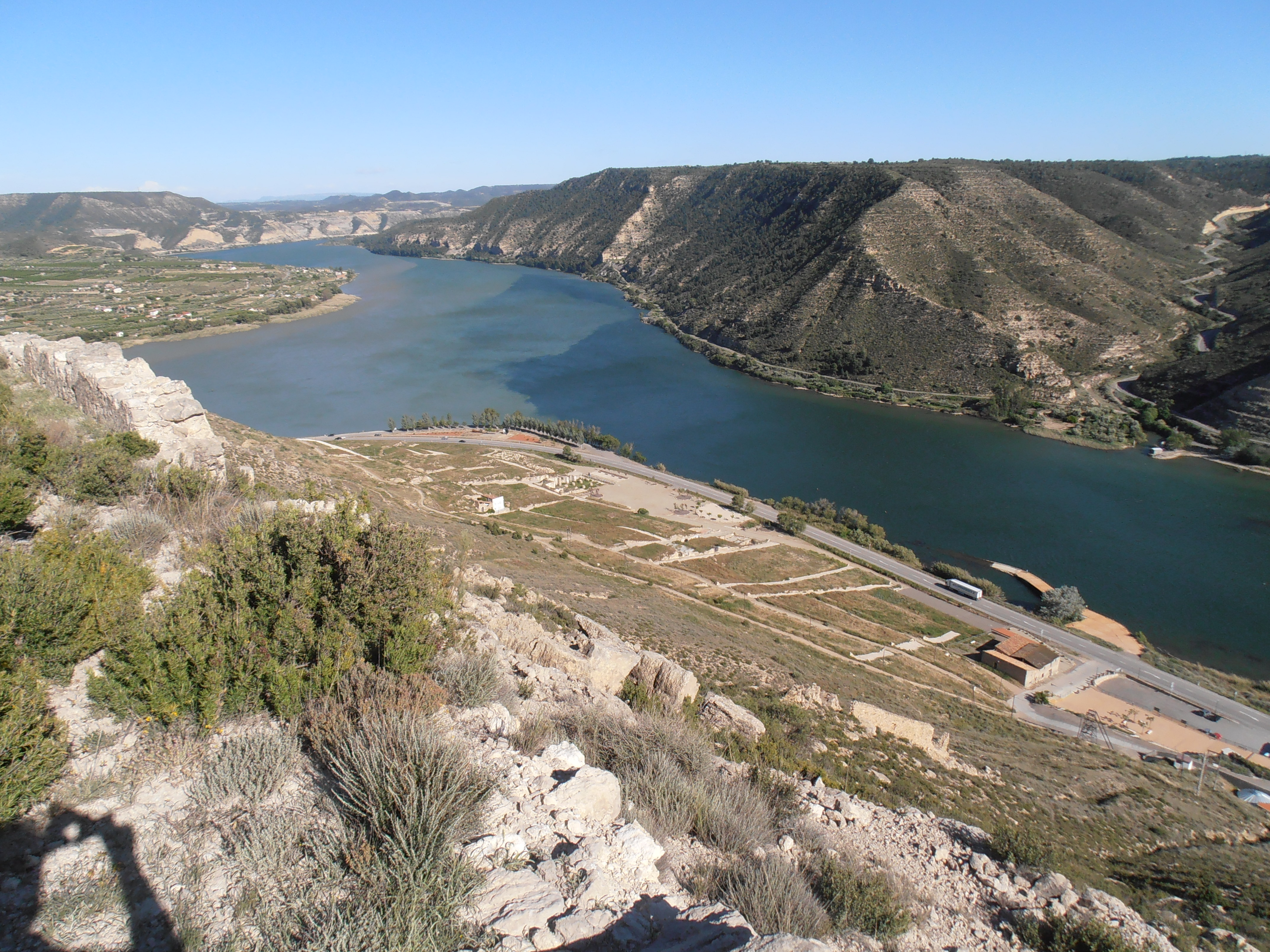
Città vecchia di Mequinenza situata alla confluenza dei fiumi Ebro, Segre e Cinca

Il centro storico di Mequinenza era situato sulla riva sinistra del fiume Ebro, proprio nel punto in cui convergono con le acque di Segre e Cinca. Fu demolito quasi completamente durante la costruzione del bacino idrico di Ribarroja. Costituiva un nucleo urbano con caratteristiche delle località della parte inferiore dell'Ebro, con una struttura urbana risalente all'epoca musulmana. Grazie ai fiumi, Mequinenza stabilì un vero e proprio commercio fluviale, che diede prestigio, non solo ai navigatori Mequinenzane ma anche ai falegnami "calafateros", ai ladri e alla millenaria Via di Sirga del Ebro. Al tempo dello splendore, fu raggiunta una flotta di oltre 16 llaüts, navi tipiche della parte inferiore dell'Ebro che trasportavano tra le 18 e le 30 tonnellate, di solito di ligniti estratte dal bacino minerario della Mequinenzana.
Con l'arrivo della compagnia ENHER e la costruzione dei bacini di Mequinenza e Riba-roja, la vita cambiò per la maggior parte di Mequinenzanos, da 4.033 abitanti a 5.800 censimenti e circa 1.500 altri senza censura. Molti di loro erano operai di altre località per lavorare alla costruzione della diga di Mequinenza. Le industrie iniziarono a chiudersi a causa del significativo aumento del livello dell'acqua della diga di Ribarroja e la popolazione iniziò a chiedere alternative all'inondazione del nucleo urbano. Iniziò così un esodo per gli abitanti di Mequinenza che dovettero lasciare le loro case per trasferirsi per vivere la nuova città sulle rive del fiume Segre. Una parte degli abitanti è partita per altre aree industriali come Barcellona o Saragozza o addirittura all'estero per continuare a lavorare nel settore minerario. Alla fine del 1974 la maggior parte della popolazione aveva già completato il tragico abbandono del centro storico di Mequinenza e viveva nella nuova città.
Parte dell'antica popolazione di Mequinenza può essere visitata oggi perché è diventato un grande parco di memoria all'aperto. I percorsi originali delle strade e delle case che si trovavano sopra il livello dell'acqua sono stati recuperati dalle rune. La vecchia Mequinenza, la "Città Vecchia" come la conoscono i Mequinenzanos, è un invito a camminare attraverso il ricordo delle sue strade e dei suoi vicoli, a riscoprire parte della vecchia Chiesa, a immaginare i vecchi moli e a conoscere mille storie, curiosità e leggende di quella millenaria e storica città di navigatori e minatori sulle rive del fiume Ebro.

### Aiguabarreig Segre-Cinca-Ebro

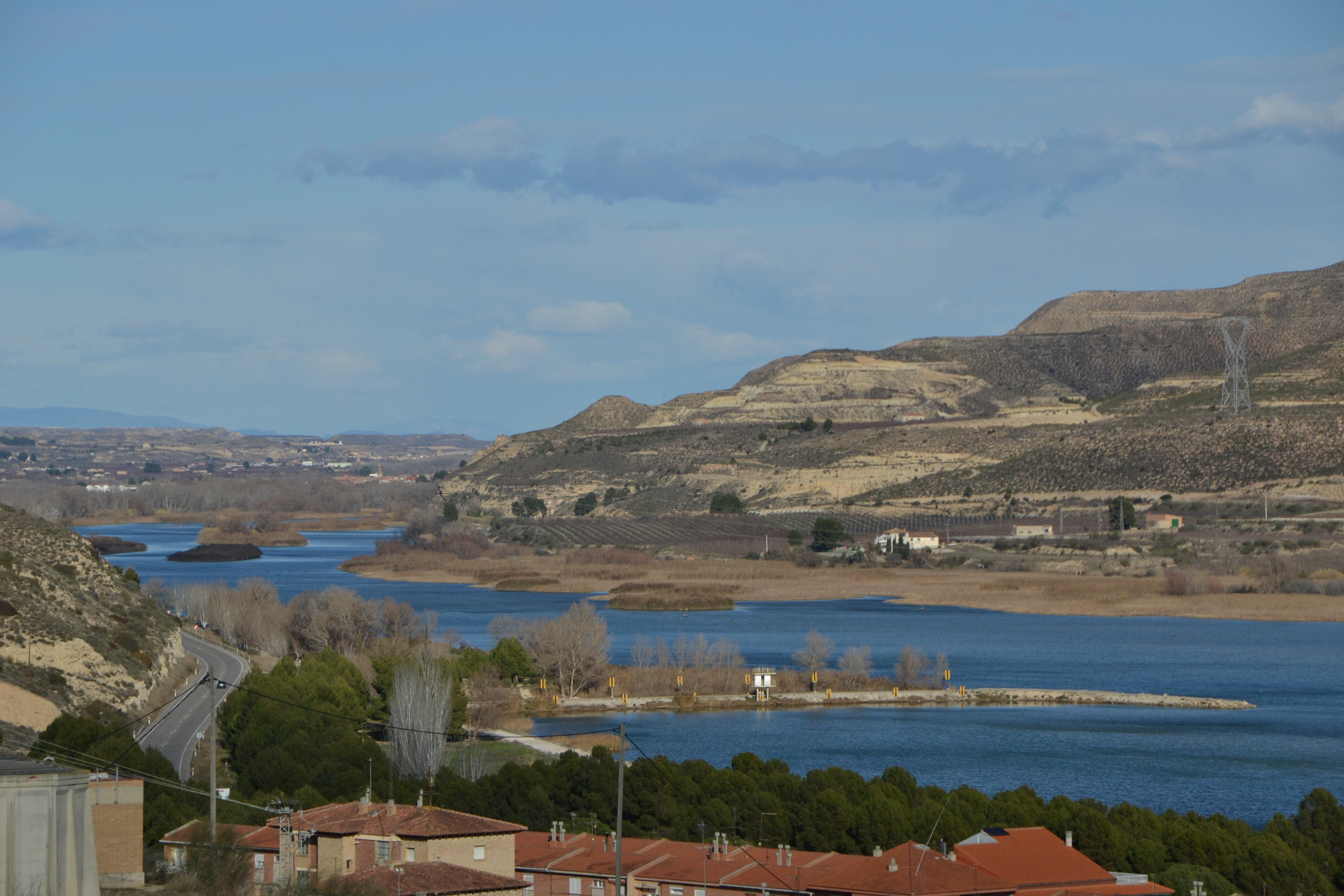
Aiguabarreig

Alla confluenza dei fiumi Segre ed Ebro, l'Aiguabarreig si trova in uno spazio con grande ricchezza naturale e una grande varietà di ecosistemi che vanno dalle steppe mediterranee alle impenetrabili foreste fluviali, rendendo questo spazio un paradiso per la biodiversità . A livello territoriale, l'Aiguabarreig è al centro della Depressione media dell'Ebro. Confina a ovest con i Monegros, a est con i Tossals de Montmeneu e Almatret e a sud con la coda del bacino di Ribarroja. Questo spazio è chiamato la parola d'origine catalana che designa il luogo in cui due o più corsi d'acqua si incontrano e formano uno. Il Segre e la Cinca formano una prima Aiguabarreig tra le città di La Granja d'Escarp, Massalcoreig e Torrente de Cinca, a pochi chilometri convergono con le acque dell'Ebro, già nel comune di Mequinenza, formando una delle più grandi confluenze fluviali dell'intera penisola iberica.
Nel Aiguabarreig abbiamo trovato centinaia di metri di larghezza di isole fluviali con numerosi corsi d'acqua e boschi di pianura, grandi masse di canne, spiagge di ghiaia, piscine naturali e galachos. È un punto di confluenza della flora della steppa dall'arida zona di Monegros e della flora mediterranea che sale attraverso la valle dell'Ebro Grazie a queste caratteristiche, coesistono specie di ambienti opposti. Gli uccelli sono il gruppo più numeroso e vanno dalle colonie bruciate a tutti i tipi di rapaci e uccelli tipici degli ambienti desertici. Puoi anche trovare rettili, anfibi e mammiferi, in particolare evidenziando pipistrelli, cervi, caprioli, lontre e la presenza sempre più abbondante di capre selvatiche.

### Diga di Mequinenza

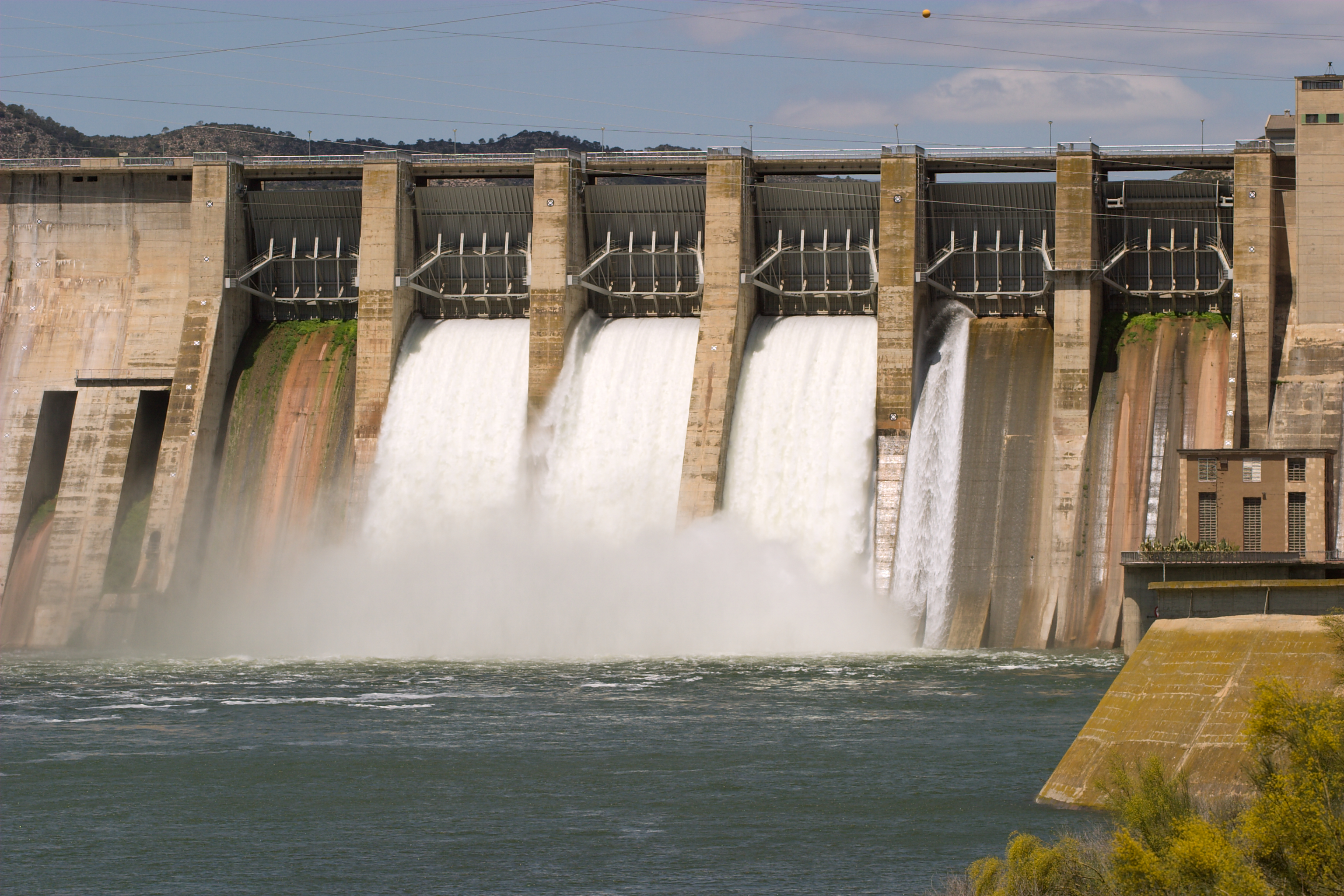
Mar dell'Aragona.

Costruito nel 1966 sul fiume Ebro, ha una superficie di 7540 ettari di acqua, essendo il più grande serbatoio dell'Aragona. Il suo volume raggiunge i 1530 hm³ , dedicato alla produzione di energia elettrica. Ha una larghezza media di 600 m e la sua profondità supera i 60 m. La diga, a 79 m da altezza, si basa sulle pendici calcaree della Sierra de Montenegre e La Huerta, nel comune di Mequinenza. Il serbatoio riceve la designazione geoturistica del mare di Aragona, essendo tutta la sua superficie all'interno di questa comunità autonoma, che serve in una parte del confine provinciale tra Huesca e Saragozza. Nega parte dei termini municipali di Mequinenza, Fraga, Caspe, Chiprana, Sástago ed Escatrón.
La costruzione della diga di Mequinenza, in concessione alla società ENHER dello sfruttamento idroelettrico integrale di una sezione del fiume Ebro nel 1955, ha dato origine a questo grande bacino idrico della lunghezza di circa 110 km e con "coste interne" di circa 500 km. Lo strato d'acqua al massimo livello è di 121 m. Fu arginato per la prima volta nel dicembre del 1965 quando furono allagati 3500 ettari di giardino. L'ingegnere responsabile del progetto era il catalano Victoriano Muñoz Oms. Con un livello dell'acqua di 121,5 metri e un'area prosciugata di 55000 km², è il più grande serbatoio idroelettrico dell'Aragona. Inizialmente aveva una capacità installata di 324 MW, sebbene dal 2010 sia aumentata a 384 MW, con una produzione annua di oltre 743 GWh.